# Szardár Ázmun
Szardár Ázmun (perzsául: سردار آزمون; Gonbad-e Kávusz, 1995. január 1. –) iráni válogatott labdarúgó, a német Bundesligában szereplő Bayer Leverkusen csatára.

## Sikerei, díjai

### Klub
- Szepáhán
  - Iráni bajnok: 2011–12
- Zenyit
  - Orosz bajnok: 2018–19, 2019–20, 2020–21
  - Orosz kupa: 2019–20

### Válogatott
- Irán U17
  - Nyugat-ázsiai labdarúgó-bajnokság: 2009
- Irán U20
  - AFF U-19 Youth Championship: 2012

### Egyéni
- Orosz bajnokság gólkirálya: 2019–20 (megosztva Artyom Dzjubaval)